# 江宜汾
江宜汾（1973年8月3日—）是台灣的新聞主播，國立政治大學外交學系、英國牛津布魯克斯大學電子媒介研究所畢業。曾任職中視新聞主播，現已退出新聞圈、改行從商。

## 經歷
- 1994~1995 太國影視執行製作/特約記者
- 1995~1997 博新1台新聞部主播/社會線及醫療線記者
- 1997~2010 中視《中視午間新聞》主播、中視新聞台主播、中視二台《HER News》主播、中視新聞部專題組召集人/財經組召集人/財經組記者
- 《中視新聞全球報導》代班主播
- 2011/07/23~2011/11/12 中視《百年感恩 世紀禮讚》（共17集）主持人
- 2012/02/27~2014/04/24 中視《中視午間新聞》平日主播（與侯乃榕、洪怡惠...等輪流播報）
- 2012/04/07~2014/05/31 中視《小資賺大錢》（共97集）主持人兼製作人
- 中視《進擊大未來》主持人
- 中視《創意生活+》主持人